# 柯爾特沃克轉輪手槍
柯爾特沃克型，是一種黑火藥單動式轉輪手槍， 其轉輪設計有6個裝納火藥的膛室，能夠裝填6發子彈（通常為口徑0.44的鉛彈）。該槍是於1846年由美國槍械設計師塞繆爾·柯爾特及德克薩斯州騎警司上尉薩繆爾·漢密爾頓·沃克共同發明。

## 歷史
柯爾特沃克型是有史以來體積最大和火力最強的黑火藥連發手槍，它是於1846年由塞繆爾·柯爾特（1814–62）及德克薩斯州騎警司上尉薩繆爾·漢密爾頓·沃克（1817–47）在以柯爾特-帕特森型轉輪手槍的設計基礎下共同開發，沃克在當時渴求一種在近距離有著強大火力的轉輪手槍  。
塞繆爾·沃克於美墨戰爭期間攜帶了兩枝這種以他的名字來命名的轉輪手槍  。令人遺憾的是，他也在該槍推出的同一年陣亡，1847年，當時他才剛剛接收這些武器。 柯爾特沃克型只生產了1,100枝，當中1,000枝是為軍事訂單生產，另外100枝則是為民間市場而生產。因此，現存由柯爾特原廠生產的這種轉輪手槍數量極為稀少，而且價格非常昂貴。2008年10月9日，其中一枝由美墨戰爭的老兵交出的柯爾特沃克型在拍賣會中被以920,000美元售出。
德克薩斯共和國在歷史上為帕特森型轉輪手槍第5型的最大買家，它是一種.36口徑的5發容量轉輪手槍。而塞繆爾·沃克在德克薩斯州騎警司服役期間也對這種槍有所認識。1847年，沃克以美國陸軍槍騎兵上尉的身份參與了美墨戰爭，為此他主動尋找柯爾特，希望他能夠開發出一種大型轉輪手槍以取代他們正在使用的舊式單發手槍。他要求這種新的武器口徑必須為.44到.45口徑，可以在馬鞍式槍套內攜帶，而且能夠一槍擊倒敵方士兵和他們的馬匹。後來柯爾特按照他的要求開發出這種手槍，並以沃克的名字來命名。該槍曾經在美墨戰爭和德州開拓中發揮重要效用  。

## 規格
柯爾特沃克型能夠在每個膛室內裝填60格令（3.9克）的火藥，比起一般的黑火藥轉輪手槍能夠裝填的多出兩倍以上。空槍重41⁄2磅（2），槍管為9-英寸（230-）長，並發射.44口徑 （直徑為0.454英寸（11.5 mm）） 錐形或球狀彈丸 。最初的合約要求1,000枝手槍及配套，柯爾特委托了伊萊·惠特尼來生產這些手槍並額外多生產100枝用於私人銷售和作為宣傳用的禮品。
柯爾特亦委托了紐約雕刻師沃特曼 · 奧姆斯比在每枝手槍的彈巢上刻上1844年戰役的情景  。

## 問題
除了尺寸大和重量高等問題外， 柯爾特沃克型還有著在發射後彈巢破裂的問題， 這得歸因於此槍是以原始冶金製成，而且士兵裝藥過量，甚至把錐形彈丸前後倒置地裝填。在1,000枝手槍當中有至少300枝因彈巢破裂而被送到原廠修理。為了防止擊發時的火花導致所有膛室內的彈丸全數發射，用戶會在彈巢的“口”部，彈丸的頂部塗上豬油。這種做法至今仍然被用於各種黑火藥轉輪手槍的射手。另外儘管各個膛室內能夠裝填60格令火藥，柯爾特仍然建議不能多於50格令 。
還有，柯爾特沃克型的裝填桿經常會因後座力震脫下垂， 導致轉輪被卡住，無法旋轉，從而令用戶無法連續快速射擊。 一些用戶的修正方法為用牛皮將裝填杆和槍管捆著，以防止前者再度意外震脫 。

## 流行文化

### 電子遊戲
- 2021年《應徵入伍》

## 延伸閱讀
- Whittington, Robert D. . Brownlee Books. 1984.

## 外部連結
- The Colt Revolver in the American West—Walker Model
- Colt Walker resource web site showing past Colt Walker sold at auction. Great photography and price estimates.
- Револьвер Кольт Уолкер (Colt Walker) （页面存档备份，存于）